# Resolució 556 del Consell de Seguretat de les Nacions Unides
La Resolució 556 del Consell de Seguretat de les Nacions Unides, aprovada el 23 d'octubre de 1984 després de recordar la Resolució 554 (1984) i la Declaració Universal dels Drets Humans, el Consell va expressar la seva alarma davant la mort de manifestants anti-apartheid a Sud-àfrica, reafirmant que la despreocupació del país per l'opinió mundial donarà lloc a una nova escalada de la "situació explosiva".
El Consell va reiterar la seva oposició a l'apartheid, exigint el cessament immediat de la massacre a Sud-àfrica i l'alliberament de tots els presos polítics. També va demanar a tots els Estats membres i organitzacions internacionals que ajudessin al poble de Sud-àfrica en la seva "lluita legítima per al ple exercici del dret d'autodeterminació".
Finalment, la resolució 556 va demanar el desmantellament dels bantustans, l'eliminació de prohibicions contra partits antipartheid, individus i mitjans de comunicació i va demanar al secretari general de les Nacions Unides de controlar la situació.
La resolució va ser aprovada per 14 vots contra cap, mentre que els Estats Units es van abstenir de votar.